# استاندارد امنیت داده صنعت پرداخت کارت
استاندارد امنیت داده صنعت پرداخت کارت (به انگلیسی: (Payment Card Industry Data Security Standard (PCI DSS) یک استاندارد امنیت اطلاعات است برای سازمانهایی که تراکنش‌های کارت‌های اعتباری پردازش می‌کنند.
استاندارد PCI توسط شورای استانداردهای امنیتی صنعت پرداخت کارت راهبری می‌شود و توسط بسیاری از شبکه‌ها اجباری اعلام شده‌است. این استاندارد جهت افزایش کنترل داده‌های دارنده کارت به برای کاهش تقلب کارت اعتباری ایجاد شده اشت. اعتبارسنجی سازگاری با استاندارد، سالانه انجام می‌شود.

## کتاب‌های مرتبط با PCI DSS
- A Practical Guide to the Payment Card Industry Data Security Standard (PCI DSS) (شابک ‎۹۷۸۱۶۰۴۲۰۵۸۵۵)
- PCI Compliance: Understand and Implement Effective PCI Data Security Standard Compliance 4th edition (شابک ‎۹۷۸۰۱۲۸۰۱۵۷۹۷)
- PCI Compliance: The Definitive Guide (شابک ‎۹۷۸۱۴۳۹۸۸۷۴۰۰)